# لوك واتسون (لاعب اتحاد الرغبي)
لوك واتسون (بالإنجليزية: Luke Watson) هو لاعب اتحاد الرغبي جنوب أفريقي، ولد في 26 أكتوبر 1983 في بورت إليزابيث في جنوب أفريقيا.

## وصلات خارجية
- لوك واتسون على موقع دوري الرغبي الممتاز (الإنجليزية)
- لوك واتسون عل موقع إسبنسكروم (الإنجليزية)
- لوك واتسون على موقع ItsRugby.co.uk (الإنجليزية)
- لوك واتسون على موقع اتحاد ألعاب الكومنولث (مؤرشف) (الإنجليزية)